# Kalv Arnesson
Kalv Arnesson (nórdico antiguo: Kálfr Árnason, 990-1051) fue un caudillo vikingo de Noruega en el siglo XI, líder bóndi de la facción de los granjeros libres de Stiklestad y ferviente defensor del sistema político de la época, luchando por conservar los pequeños reinos autónomos y el Thing, la asamblea de hombres libres típico de los países escandinavos. Kalv era hijo de Arne Arnmodsson, lendmann y hombre de confianza del rey.
Kalv se había posicionado contra Olaf II el Santo en la batalla de Nesjar y entró en alianza con otros caudillos tradicionalistas, como el rey rugio Erling Skjalgsson, Einar Tambarskjelve de Melhus y Thorir Hund de Hålogaland, beligerantes con las nuevas políticas del rey, mientras que sus hermanos Finn Arnesson, Arni y Torberg, junto con el jarl de las Orcadas Rögnvald Brusason se posicionaron en principio a favor de la corona, incluso acompañando al rey a su exilio en el Rus de Kiev en 1028.
La saga Orkneyinga señala que Kalv Arnesson, tío de Ingibiorg Finnsdóttir (hija de su hermano Finn), fue exiliado a las Órcadas tras su matrimonio con Thorfinn Sigurdsson. Esto ocurrió durante el reinado de Magnus I de Noruega, hijo de Olaf II, quien gobernó desde 1035 hasta 1047, y probablemente antes de la muerte del rey danés Canuto Hardeknut en 1042. Dicho exilio fue el desencadenante de la tragedia entre los jarls de las Orcadas que compartían el gobierno de las islas, Rögnvald Brusason y su tío Thorfinn Sigurdsson:

Kalv disponía de un gran número de seguidores en su séquito que suponía una pesada carga sobre la las finanzas del jarl. Mucha gente le decía que no debía permitir que Rögnvald tuviera dos tercios del territorio bajo su poder, teniendo en cuenta el fuerte desembolso que actualmente sufría.

Rögnvald y Kalv Arnesson no eran amigos precisamente. La saga Orkneyinga informa que Rögnvald, un fuerte pilar del rey Olaf II, estuvo a punto de atacar a Kalv en Garðaríki, el único entre los Arnessons que había traicionado a Olaf, prometiendo su apoyo a Magnus I de Noruega.
Según Heimskringla del escaldo islandés Snorri Sturluson, Kalv fue junto con Thorir Hund y Torstein Knarresmed, los que hirieron mortalmente al rey Olaf II en la batalla de Stiklestad. Pese a los entresijos políticos de Einar Tambarskjelve a favor del rey Magnus y negociando acuerdos con el virrey danés Sveinn Knútsson, hijo de Canuto el Grande, ninguno de los caudillos noruegos involucrados, entre ellos Kalv y sus hermanos, lucharían a favor de Sveinn Knútsson.
Tras la detención y asesinato de Ølve Grjotgardsson (otro terrateniente bóndi opositor al feudalismo de Olaf II), Kalv se hizo cargo de su viuda y la hacienda. Kalv murió en batalla sirviendo al rey Harald III de Noruega en la isla de Funen en 1051.